# Fjölskyldu- og húsdýragarðurinn

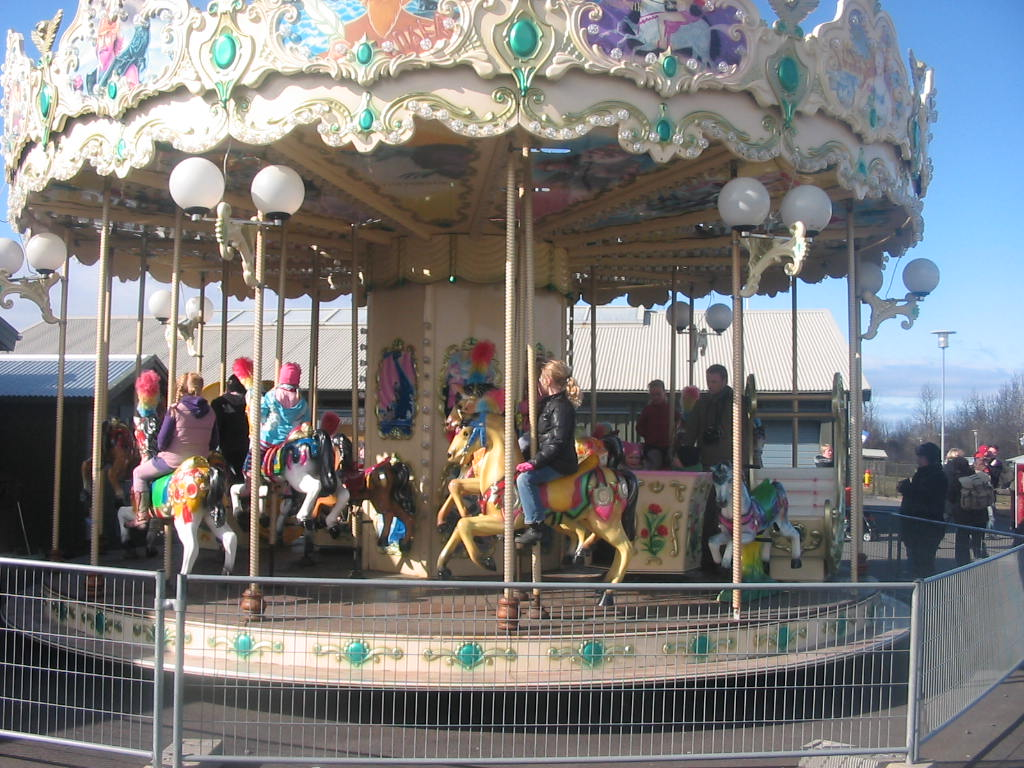
Karussell im Fjölskyldu- og húsdýragarðinum

Fjölskyldu- og húsdýragarðurinn, deutsch etwa: „Familien- und Haustierzoo“, ist ein Vergnügungspark und ein kleiner Zoo in Laugardalur in Islands Hauptstadt Reykjavík. Er liegt neben dem Botanischen Garten unweit Laugardalsvöllur, dem isländischen Nationalstadion.
Der später um einige Wildtiere wie Robben oder Nerze erweiterte „Haustierzoo“ wurde am 19. Mai 1990 eröffnet, der integrierte Familienpark kam am 4. Juni 1993 hinzu.

## Trivia
Zum Programm des 2010 gewählten neuen Oberbürgermeisters von Reykjavík Jón Gnarr gehörte die Forderung „Wir brauchen Eisbären!“